# Vincenzo Marinelli
Pour les articles homonymes, voir Marinelli.
Vincenzo Marinelli (né à San Martino d'Agri le 5 juin 1820 et mort à Naples le  18 janvier 1892) est un peintre italien, connu pour ses toiles orientalistes basées sur ses voyages en Grèce, en Crète, en Égypte et au Soudan.

## Biographie

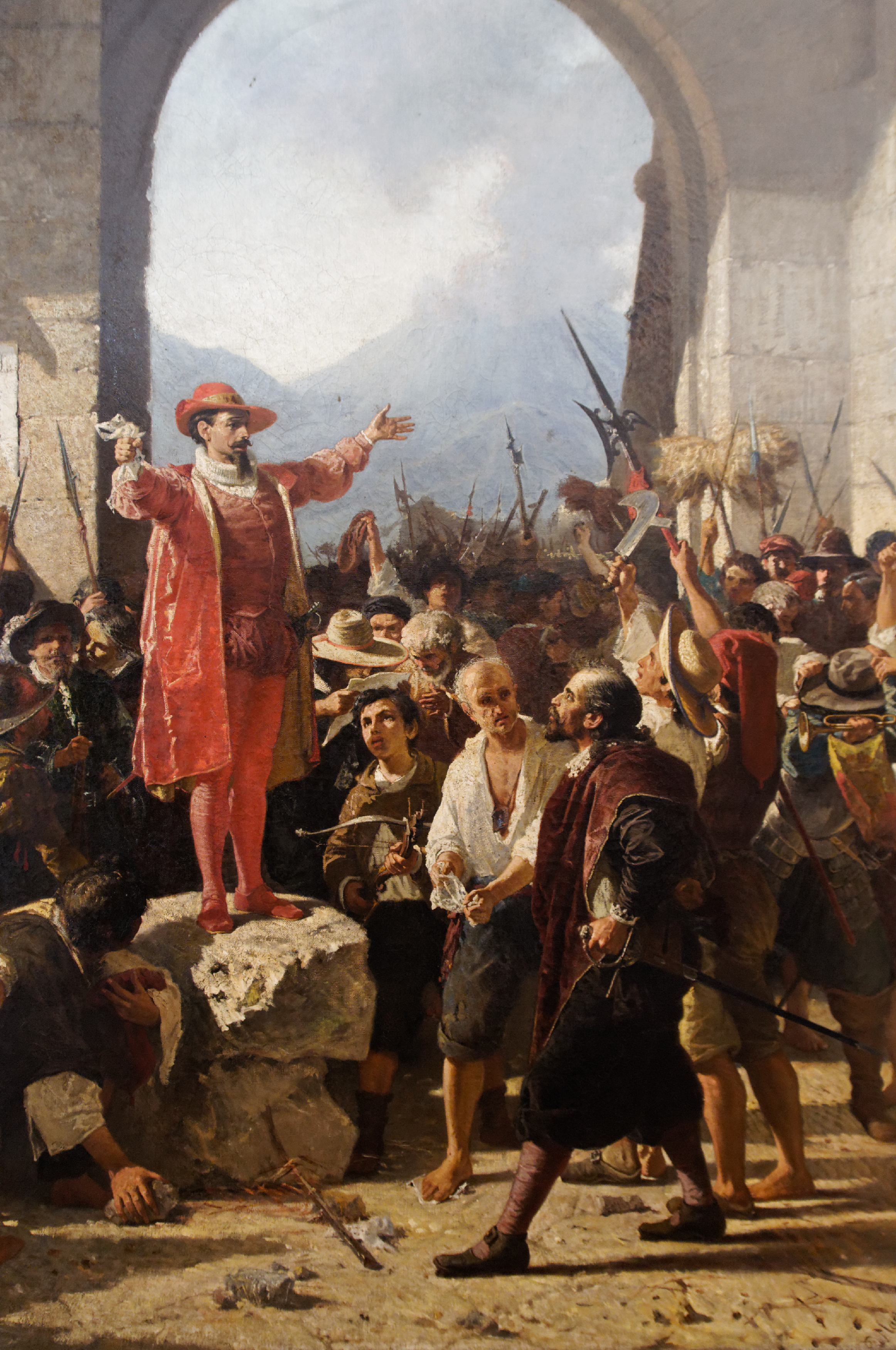
Cesare Mormile s'adresse au peuple qui se rebelle contre les décrets de l'Inquisition.

Vincenzo Marinelli est né à San Martino d'Agri près de Potenza. Son père était un chirurgien et un jacobin dévoué. À l'âge de 17 ans, il s'installe à Naples pour terminer ses études littéraires et scientifiques. À l'âge de 22 ans, il se consacre à la peinture et étudie sous Costanzo Angelini à l' Institut royal des Beaux-Arts de Naples . Ayant obtenu une bourse de la province de la Basilicate, de 1842 à 1848, il étudie à Rome à l'Académie sous Tommaso Minardi.
De retour à Naples après la restauration, il voyage à travers la Grèce et travaille pour Othon roi de Grèce. Il  visite les îles grecques et peint pour la cathédrale de Réthymnon en Crète. Il se rend ensuite en Égypte, où il achève des travaux pour le Khédive ottoman, Mohamed Saïd Pacha, l'accompagnant lors d'un voyage de neuf mois au Soudan. De retour à Naples en 1859, dix ans plus tard, il est invité à l'inauguration du canal de Suez et retourne en Égypte.
De retour en Italie, il remporte  en 1875 un concours pour devenir professeur de dessin à l' Institut royal des Beaux-Arts de Naples. En 1881, à la mort de Domenico Morelli, il est nommé professeur de peinture à l'Institut royal. Il a enseigné de 1865 à 1887 au Royal Educandato Femminile Regina Maria Pia. 
Vincenzo Marinelli est mort à Naples le 18 janvier 1892.

## Œuvres
- Parnasse et Grands Poètes de l'Antiquité en 17 toiles grandeur nature pour le Palais Royal d'Athènes ;
- Assomption de la Vierge et Baptême du Christ au Jourdain pour la cathédrale de San Antonio de Padoue à Réthymnon ;
- Khedive Said Pacha ordonnant à la caravane de se former ;
- Ballo dell'ape nell'Harem (Danse de l'abeille dans le harem) ;
- le Baiadere exposé en 1862 à la première Exposition internationale de Londres ;
- Cléopâtre et ses servantes reçoivent Antoine[2] ;
- Cesare Mormile s'adresse aux gens qui se rebellent contre les décrets de l'Inquisition ;
- Un episodio del Cantico dei cantici ;
- Il ritorno del tappeto dalla La Mecque ;
- The Kamsin au Gladstone House à Liverpool ;
- Henri IV à Canossa ;
- Un corteo nuziale arabo ;
- Una fiera di schiavi nel deserto .
- Ferrante Carafa parcourant les rues de Naples avec Masaniello, le héros populaire, assis sur le cheval derrière lui (1870, Exposition à Parme)[3], est recompensé d'une médaille d'or à l'Exposition de Parme et mille lires par le ministère de l’éducation publique. Pour cette dernière œuvre, il a reçu la croix de l' Ordre de la Couronne d'Italie et le tableau a été transféré à la Pinacothèque de la ville de Turin[4].